# سلیمان بن سعد الخوشانی
ابو ثابت سلیمان بن سعد الخوشانی (مشغول بکار از 685 - 724 میلادی) مدیر عرب زبان خلیفه اموی بود که تبدیل دیوان سوری (اداره امور مالیاتی) از یونانی به عربی در 700 را به پیشنهاد و دستور عبدالملک اجرا کرد. از زمان فتح امپراتوری بیزانس توسط مسلمانان در دهه 630، امور اداری و دیوانی منطقه تصرف شده به زبان یونانی در سوریه باقی مانده بود. از سال 700 میلادی عربی سازی دیوان بخشی از تلاشهای عبدالملک در گسترش تمرکز حکومت بحساب می آید. با به رسمیت شناختن این دستاورد، سلیمان به عنوان رئیس اداره امور مالی سوریه منصوب شد و جانشین مسیحی مُلکی، سرجون بن منصور، شد. سلیمان در دیوان ولید اول (حکومت 705-715)، سلیمان (حکومت 715-717)، آغاز حکومت عمر دوم (717-720) و سپس حکومت یزید دوم (720-724) بکار خود ادامه داد.

## زندگی
سلیمان اهل فلسطین، از منطقه جند اردن، یکی از مناطق نظامی سوریه بود. موشه گیل گمان می کند که وی اهل طبریه، پایتخت اداری جند اردن بوده است. او یک عرب از قبیله خوشاین بود که بخشی از اجتماع بزرگ قضاعه ساکن سوریه را تشکیل می داد. پدر او، سعد، مسیحی بود و احتمالاً سلیمان نیز مسیحی بوده است. شماری از مورخان مسلمان، وی را به اشتباه فرزند "سعید، مولی الحسین" می نامند. سلیمان به زبان عربی و یونانی تبحر داشت، که این امر از نقشی که وی توسط خلیفه عبد الملک به عنوان کاتب (منشی) برای مکاتبات رسمی منصوب شد، مشهود است.
در زمان انتصاب سلیمان، رئیس اداره امور مالیاتی در سوریه سرجون بن منصور الرومی، مسیحی ملکی بود که در زمان معاویه اول (حکمرانی 661-680)، یزید اول (680 - 683)، معاویه دوم ( 683-684) و مروان اول (روم 684-685) مسئول دیوان و محاسبات اداری بود.
سرجون بخاطر تجربه و مهارتش، مدت زیادی از خلافت عبدالملک در پست خود ابقا شد. اما خلیفه سلیمان را به ریاست مکاتبات رسمی منصوب کرد و روابط نزدیکی را با سلیمان که در سنین جوانی بود، نسبت به سرجون سالخورده، که وی را از خلفای قبلی به ارث برده بود، برقرار کرد. عبدالملک نسبت به نفوذ چشمگیر سرجون نگران و به دنبال عزل وی بود. بر خلاف پیشینیان حاکم بر سوریه، عبدالملک بیشتر عمر خود را در مدینه گذراند، جایی که فقط به زبان عربی صحبت می شد، و با سایر زبانها یا با مقامات یونانی و سوری که از دوران بیزانس بر دولت در سوریه تسلط داشتند، ناآشنا بود. علاوه بر این، پس از پیروزی خود در فتنه دوم در سال 692 میلادی، وی به یک مرکز اصلی تمرکز روی آورد، که با تدابیری برای اتحاد سیستم های مالیاتی بسیار گسترده خلافت همراه بود. قبلاً در سال 697 میلادی، انتقال از فارسی به عربی در بوروکراسی عراق توسط صالح بن عبدالرحمن در زمان فرماندار عبدالملک، حجاج بن یوسف، انجام شده بود و احتمالاً به عنوان الگویی برای تقلید سلیمان بوده است. برای تأمین هزینه های ترجمه، سلیمان مالیات سالانه جند اردن را درخواست کرد که درمجموع حدود 180،000 دینار طلا بود. این دستور از سرجون مخفی نگه داشته شده بود و در کمتر از یک سال سلیمان ترجمه را در سال 700 انجام داد. اگرچه سرجون و کارمندانش دلیل استفاده از سیستم بیزانس از کار برکنار شدند، این سیستم حفظ شد و مقامات یونانی-زبان آشنا با عربی ابقا شدند. تنها تغییر اساسی، زبانِ سیستم بود. در پاداش موفقیت سلیمان، عبدالملک وی را به عنوان رئیس اداره امور مالی سوریه منصوب کرد، که این پست را در دوران خلافت جانشینان عبدالملک نیز در اختیار داشت.
پس از گذشت حدود یک سال از خلافت عمر دوم، در سال 718/19، خلیفه، سلیمان را به دلایل نامعلومی برکنار کرد. وی مجدداً توسط یزید دوم منصوب شد و ظاهراً تا زمان مرگ یزید در سال 724 در این پست ابقا می شد و پس از آن دیگر سخنی از سلیمان در تاریخ نیست.

## خانواده و جانشین
پسر بزرگتر وی، ثابت، در سال 744 دارای پست رسمی و دبیر مکاتبات رسمی در زمان یزید سوم، بوده است و پیش از این یزید سوم را در دمشق در زمان شورش علیه سلف خود، ولید دوم پناه داده بود. در پی سقوط سلسله بنی امیه در سال 750، خانواده سلیمان از سوابق تاریخی ناپدید شدند.